# Camp Rock
Série Camp Rock
Camp Rock 2 : Le Face à face
(2010)
Pour plus de détails, voir Fiche technique et Distribution.
Camp Rock est un téléfilm de la collection des Disney Channel Original Movie diffusé pour la première fois le 20 juin 2008. Le film est réalisé par Matthew Diamond (en) et produit par Alan Sacks. Les personnages principaux sont incarnés par les artistes Demi Lovato et Joe Jonas des Jonas Brothers. Il a été suivi en 2010 par Camp Rock 2 : Le Face à face avec les mêmes acteurs.

## Synopsis
Mitchie Torres veut désespérément passer son été dans un camp de vacance nommé Camp Rock. Elle ne peut y aller que si elle aide sa mère en travaillant dans les cuisines. Mais il faut que personne ne le sache, surtout Tess, sa rivale qui passe son temps à critiquer les gens qui l'entourent. Elle décide donc de se créer une fausse identité afin d'intégrer le groupe des gens « cools ». Lorsque la vedette du camp, un chanteur pop adolescent critiqué par les journalistes et qui vient passer son été dans ce camp pour améliorer son image, l’entend chanter, mais ne l’a pas vu, il est complètement époustouflé et essaie de trouver la fille derrière cette magnifique voix en organisant une audition. Mitchie doit alors faire face à ses craintes, sortir de la cuisine et chanter sous les projecteurs lors du grand concours final du camp.

## Fiche technique
- Titre : Camp Rock
- Réalisation : Matthew Diamond
- Scénario : Julie Brown, Paul Brown, Karin Gist, Regina Hicks
- Production : Kevin Lafferty, Alan Sacks
- Distribution : Disney Channel
- Langue : anglais
- Durée : 94 min

## Distribution
- Demi Lovato (VF : Paola Marques Dos Santos) : Mitchie Torres
- Joe Jonas (VF : Hervé Grull) : Shane Gray
- Nick Jonas (VF : Alexandre Nguyen) : Nate Gray
- Kevin Jonas (VF : Maël Davan-Soulas) : Jason Gray
- Meaghan Jette Martin (VF : Karine Foviau) : Tess Tyler
- Alyson Stoner (VF : Chantal Macé) : Caitlyn Geller
- Jasmine Richards (VF : Céline Ronté) : Margaret « Peggy » Duprée
- Anna Maria Perez de Tagle (VF : Olivia Luccioni) : Ella Pador
- Maria Canals Barrera (VF : Déborah Perret) : Connie Torres
- Edward Jaunz : Steve Torres
- Aaryn Doyle : Lola Scott
- Jordan Francis : Barron James
- Roshon Fegan : Sander Loya
- Giovanni Spina : Andy Green
- Daniel Fathers (VF : Julien Kramer) : Brown Cesario
- Jennifer Ricci : TJ Tyler
- Brenda Song : Girl Near Lake (cameo)
- Gabriella Tinerointezio : Jasmine Katerarro

### Doublage
- Société de doublage : Dubbing Brothers (France)
- Direction artistique : Dorothée Pousséo
- Adaptation des dialogues : Alexa Donda

Source: Carton de doublage sur Disney+

## Bande-sonore
La bande-sonore du film est sortie le 17 juin 2008 aux États-Unis et au Canada et est sortie en France le 23 septembre 2008.
| No  | Titre            | Durée |
| --- | ---------------- | ----- |
| 1.  | Être Moi         |       |
| 2.  | We Rock          |       |
| 3.  | Play My Music    |       |
| 4.  | Gotta Find You   |       |
| 5.  | Start The Party  |       |
| 6.  | Who Will I Be    |       |
| 7.  | This Is Me       |       |
| 8.  | Hasta La Vista   |       |
| 9.  | Here I Am        |       |
| 10. | Too Cool         |       |
| 11. | Our Time Is Here |       |
| 12. | 2 Stars          |       |
| 13. | What It Takes    |       |

## Production
Les Jonas Brothers ont obtenu les rôles principaux, mais les directeurs de casting ont eu de la difficulté à trouver qui allait jouer la vedette adolescente Shane Gray. Leur choix s'est arrêté sur Joe Jonas. Sur Disney Channel Latin America, dans la version latino-américaine de Happy U Year intitulée Celebtratón 2008, on pouvait voir différentes scènes de Camp Rock et la chanson We Rock avec les scènes des autres films et séries de Disney Channel.
Le 19 avril 2008 était la première diffusion de la bande-annonce sur Disney Channel Latin America. Le 25 avril 2008 était la première diffusion du vidéo-clip We Rock et le 9 mai 2008 était celle du vidéo-clip Play my music, toujours sur Disney Channel Latin America. Certaines scènes ont été filmées au Camp Wanakita et au Camp Kilcoo dans les Haliburton Highlands (Ontario, Canada).
Des aperçus de Camp Rock ont commencé à être diffusés le 6 avril 2008 pendant le marathon Les Sorciers de Waverly Place. Le vidéo-clip de We Rock a été diffusé le 19 avril dans la Nuit des premières de Disney.
Camp Rock sortira, en première mondiale, le 20 juin 2008. En Australie, des avant-premières et des publicités de Camp Rock ont commencé à être diffusées entre les pauses publicitaires de la première australienne de Jonas Brothers in Concert.
Camp Rock se déroule dans un camp de vacances pour ados où les activités sont concentrées sur des cours de danse, de musique et de chant. Un camp d'été réputé auquel la jeune Mitchie Torres (Demi Lovato) va participer et rencontrer la rock star qui est là en tant qu'animateur, Shane Gray (interprété par Joe Jonas).

## Audience

### Aux États-Unis
Le premier soir de sa diffusion sur Disney Channel, le 20 juin, Camp Rock a réuni 8,9 millions de téléspectateurs, plus que High School Musical, qui avait réuni 7,8 millions de téléspectateurs, mais moins que High School Musical 2 avec ses 17,2 millions de téléspectateurs le premier soir. Une deuxième diffusion, le samedi soir sur ABC, a attiré 3,6 millions de téléspectateurs, et une troisième diffusion, le dimanche soir sur ABC Family, a eu droit à 3,7 millions de téléspectateurs.

### Au Canada
La première du film, au Canada anglais, a classé Camp Rock comme étant le deuxième film le plus regardé sur Family Channel, juste après le film musical de Disney High School Musical 2. Camp Rock a été suivi par 848 000 téléspectateurs, alors que High School Musical 2 avait été suivi par un million de téléspectateurs. Le nombre de téléspectateurs qu’a eu droit VRAK.TV pour la première mondiale francophone est toujours inconnu.

### En France
Diffusé durant les vacances scolaires de la Toussaint dès 13h45 sur M6 (contrairement aux téléfilms High School Musical diffusés en première partie de soirée), le téléfilm a particulièrement bien fonctionné sur les cibles commerciales en réunissant 1,8 million de téléspectateurs. Les parts de marché ont atteint 16,7 % sur les quatre ans et plus et 29,8 % sur les ménagères de moins de cinquante ans. Le programme se classait en deuxième position des audiences toutes chaînes confondues, mais était leader sur les ménagères de moins de cinquante ans et sur les enfants. En nombre de téléspectateurs, ce score est inférieur à celui des téléfilms High School Musical (respectivement 3,3 millions pour High School Musical et 2 437 240 pour High School Musical 2), mais est nettement supérieur en termes de part de marché (respectivement 12,9 % et 11,7 % pour les High School Musical).

## Sortie
Camp Rock est sortie en première mondiale sur Disney Channel aux États-Unis, sur Family Channel (en anglais) et sur VRAK.TV (en français) au Canada. Camp Rock sera diffusé à travers le monde après sa sortie aux États-Unis et au Canada.
| Pays             | Canal                                                          | Date                                                |
| ---------------- | -------------------------------------------------------------- | --------------------------------------------------- |
| États-Unis       | Disney Channel on Demand Disney Channel ABC Network ABC Family | 17 juin 2008 20 juin 2008 21 juin 2008 22 juin 2008 |
| Canada           | VRAK.TV (fr), Family Channel (en)                              | 20 juin 2008,                                       |
| Amérique latine  | Disney Channel Latin America                                   | 6 juillet 2008                                      |
| Australie        | Disney Channel Australia                                       | 18 juillet 2008                                     |
| Japon            | Disney Channel Japan                                           | 4 août 2008                                         |
| France, Belgique | Disney Channel France                                          | 23 septembre 2008                                   |
| France           | M6                                                             | 27 octobre 2008                                     |
| Asie             | Disney Channel Asia                                            | 21 septembre 2008                                   |
| Inde             | Disney Channel India                                           | 2 septembre 2008                                    |
| Corée            | Disney Channel Asia                                            | 31 août 2008                                        |
| Taïwan           | Disney Channel Asia                                            | 3 septembre 2008                                    |
| Royaume-Uni      | Disney Channel UK & Ireland                                    | 19 septembre 2008                                   |
| Espagne          | Disney Channel Espana                                          | 5 septembre 2008                                    |
| Portugal         | Disney Channel Portugal                                        | 20 septembre 2008                                   |
| Allemagne        | Disney Channel Deutschland                                     | 19 septembre 2008                                   |
| Italie           | Disney Channel Italia                                          | 3 septembre 2008                                    |
| Nouvelle-Zélande | Disney Channel New Zealand                                     | 6 septembre 2008                                    |
| Scandinavie      | Disney Channel Scandinavia                                     | 12 septembre 2008                                   |